# (805) Hormuthia
(805) Hormuthia – planetoida z pasa głównego asteroid okrążająca Słońce w ciągu 5 lat i 257 dni w średniej odległości 3,19 au. Została odkryta 17 kwietnia 1915 roku w Landessternwarte Heidelberg-Königstuhl w Heidelbergu przez Maxa Wolfa. Nazwa pochodzi od Hormuth Kopff, żony niemieckiego astronoma Augusta Kopffa. Przed nadaniem nazwy planetoida nosiła oznaczenie tymczasowe (805) 1915 WW.